# Nuages et Rayon de soleil
Pour plus de détails, voir Fiche technique et Distribution.
Nuages et Rayon de soleil (Shadows and Sunshine) est un film muet américain réalisé par Henry King, sorti en 1916.

## Synopsis
Très déçu que son fils épouse une serveuse, Gilbert Jackson rompt toute relation avec le jeune homme. Cinq ans plus tard, celui-ci part pour l'Ouest pour un travail de quelques mois, pendant que sa femme et sa petite fille Little Mary déménagent dans une petite maison près de celle où habitent Gilbert et sa femme Amelia. Sans savoir que l'enfant est leur petite-fille, le vieux couple tombe en admiration devant Little Mary. Adouci par ce contact avec l'enfant, Gilbert engage un détective pour retrouver son fils. Il lui télégraphie de revenir chez ses parents. Peu après, les identités de Little Mary et de sa mère sont révélées et les Jackson des différentes générations se réconcilient.

## Fiche technique
- Titre : Nuages et Rayon de soleil
- Titre original : Shadows and Sunshine
- Réalisation : Henry King
- Production : E.D. Horkheimer, H.M. Horkheimer
- Société de production : Balboa Amusement Producing Company
- Société de distribution : Pathé Exchange
- Pays de production :  États-Unis
- Langue : anglais
- Format : Noir et blanc - 35 mm - 1,37:1 - Muet
- Genre : Comédie dramatique
- Durée : 50 minutes (5 bobines)
- Dates de sortie : 
  - États-Unis : 12 novembre 1916
  - France : 1er septembre 1917

## Distribution
- Baby Marie Osborne : Little Mary
- Lucy Payton : sa mère
- Daniel Gilfether : Gilbert Jackson
- Mollie McConnell (en): Amelia Jackson
- R. Henry Grey (en)
- Henry King